# Milburn
Milburn es una banda de rock indie de la ciudad de Sheffield, Inglaterra, integrada por Joe Carnall, Louis Carnall, Tom Rowley y Joe Green. Formada en 2001, la banda anunciaría su separación el 28 de marzo de 2008, y después volvería a reunirse en 2016, publicando un disco en 2017.

## Historia

### Formación
Milburn comenzó tocando pequeños recitales en eventos de amigos, practicando en la casa de la abuela del batería, Joe Green. El origen del nombre de la banda viene de una apuesta con un amigo cuyo apellido era Milburn.

### Emergencia y álbum debut (2001-2006)
En 2002 llenaron completamente dos conciertos en el famosa sala The Boardwalk, tocaron en The Cavern Club en Liverpool, en The Garage en Londres y en Leadmill en Sheffield, como teloneros de la banda de Tony Wright, Laika Dog and The Cosmic Rough Riders. El renombre de la banda creció enormemente debido a las muchas actuaciones con sus amigos y contemporáneos Arctic Monkeys, incluyendo una actuación como teloneros de Arctic Monkeys cuando su canción I Bet You Look Good on the Dancefloor llegó a número uno en los charts ingleses. NME incluso tuvo interés en incluirlos bajo el catálogo de New Yorkshire. Tras lanzar dos singles de edición limitada, Lipstick Lickin y Showroom, bajo su propio sello discográfico Free Construction, en 2006 firmaron con Mercury Records y su sencillo debut, Send In The Boys, alcanzó el puesto 22 en los charts ingleses en abril de 2006, y su álbum debut, Well Well Well, lanzado el 9 de octubre de 2006 alcanzó el puesto 32 en el chart inglés de álbumes.

### These Are the Facts(2007-2008)
Lanzaron su segundo álbum These Are The Facts el 24 de septiembre de 2007, después que su primer sencillo de este mismo álbum What Will You Do (when the money goes)? el 17 de septiembre. El álbum fue completamente robado y colgado para descarga en un sitio privado el 3 de septiembre. Milburn promocionó este nuevo álbum con un tour a través de Reino Unido que transcurriría desde el día 13 de septiembre hasta el 28, terminando con un concierto anticipado en The Leadmill en su ciudad natal, la última noche del tour que se vendió en sólo 3 días. Este concierto volvió a producir rumores sobre si Matt Helders, el baterista de los Arctic Monkeys (que tocó junto a ellos en un show previo en The Leadmill) volvería a hacerlo, y unirse nuevamente al grupo para tocar en su ciudad natal. Sin embargo, esto nunca ocurrió debido al tour de los Arctic Monkeys por EE. UU. Tras el éxito logrado en la segunda semana del tour, la banda anunció otro tour para noviembre. El tour giró por distintas universidades a través del país y terminó con un concierto en el octágono de Sheffield. Como parte del tour universitario, el concierto en el Manchester Metropolitan K2 fue cancelado a medio camino ya que la organización no consiguió suficientes vallas de contención. Esto resultó en una batalla por parte de la audiencia, que culminó en un ataque de un fan a Louis Carnall. .

### Separación y proyectos paralelos (2008-2016)
Tras semanas de rumores de una inminente separación, el 28 de marzo de 2008 Milburn anunciaría en su página oficial la disolución del grupo, así como un concierto final en el Carling Academy de Sheffield el 24 de mayo de 2008. La banda también publicaría dos canciones inéditas de «These Are the Facts», «The District Line» y «Stay at Home».

### Retorno y nuevo álbum (2016-actualidad)
La banda se reunió en abril del 2016 para realizar cuatro actuaciones en el O2 Academy, en su Sheffield natal, celebrando los diez años del lanzamiento de "Well, well, well". El éxito de las cuatro actuaciones les llevó a anunciar una gira en otoño por el Reino Unido. El disco "Midnight Control / Forming of a fate" fue lanzado en septiembre del mismo año. Ambos singles fueron grabados en Parr St. Studios, Liverpool, con el productor Bill Ryder-Jones. El grupo continuó trabajando con Ryder-Jones hasta completar el álbum el 26 de enero del 2017.
Dicho álbum fue el tercero de la banda y se publicó con el nombre de "Time" el 29 de septiembre del 2017, bajo el sello propiedad de la banda, "count to 10 Records" y Pledge Music.

## Discografía
| Álbumes de estudio - 2006: Well Well Well - 2007: These Are the Facts - 2017: Time Extended Plays - 2001: Steel Town - 2002: On Top of the World - 2003: Along Comes Mary - 2005: Milburn - 2006: Send in the Boys | Sencillos - 2006: «Send in the Boys» - 2006: «Cheshire Cat Smile» - 2006: «What You Could've Won» - 2007: «What Will You Do (When the Money Goes)?» - 2016: «Midnight Control»/«Forming of a Fate» |